# فيكتور أريستيزابال
فيكتور أريستيزابال (بالإسبانية: Víctor Hugo Aristizábal)‏ ولد 9 ديسمبر 1971 في ميديلين، هو لاعب كرة قدم كولومبي سابق كان يلعب كمهاجم. سبق له أن لعب في كأس العالم لكرة القدم مع منتخب بلاده. لعب خلال مسيرته 633 مباراة سجل خلالها 211 هدفاً.

## المسيرة الاحترافية

### أندية لعب لها
- أتلتيكو ناسيونال
- نادي فالنسيا
- نادي ساو باولو
- نادي سانتوس
- ديبورتيفو كالي
- نادي فيتوريا الرياضي
- نادي كروزيرو
- نادي كوريتيبا

## روابط خارجية
- فيكتور أريستيزابال على موقع الاتحاد الدولي (مؤرشف)  (الإنجليزية)
- فيكتور أريستيزابال على موقع قاعدة بيانات كرة القدم.إي يو (الإنجليزية)
- فيكتور أريستيزابال على موقع بيانات كرة القدم. دي إي (الألمانية)
- فيكتور أريستيزابال على موقع ناشيونال فوتبول تيمز (الإنجليزية)
- فيكتور أريستيزابال على موقع Soccerway.com (الإنجليزية)
- فيكتور أريستيزابال على موقع عالم كرة القدم.نت (الإنجليزية)
- فيكتور أريستيزابال على موقع أوليمبيديا (الإنجليزية)